# Nincsen nekem vágyam semmi
Nincsen nekem vágyam semmi je maďarský hraný film z roku 2000, který režíroval Kornél Mundruczó podle vlastního scénáře. V ČR byl uveden v roce 2002 na filmovém festivalu Mezipatra pod názvem Po ničem už netoužím.

## Děj
Brunó žije s Mari na venkově. Bruno jezdí do Budapešti, kde si tajně vydělává jako prostitut. Stejně jako Marin bratr Ringo. Ringo je do Bruna zamilovaný, ten ale miluje Mari. Brunó má stálého klienta, advokáta. Jednou mu ukradne klíče od domu a ty tajně získá Ringo. Se svými kumpány se do domu vloupe a je zde jimi zavražděn. Advokát si vraždu spojí s Brunem a chce se pomstít.

## Obsazení
| Ervin Nagy     | Brunó             |
| Roland Rába    | Ringo             |
| Martina Kovács | Mari              |
| Imre Csuja     | právník           |
| Kálmán Somody  | otec              |
| Ági Szirtes    | matka             |
| Sándor Csányi  | pasák             |
| Gábor Dióssy   | transsexuál       |
| Ferenc Hujber  | hotelová ochranka |
| Emese Tóth     | policistka 1      |
| Erika Molnár   | policistka 2      |
| Klára Czakó    | průvodkyně        |
| Judit Rezes    | zdravotní sestra  |